# Baryscapus dolosus
Baryscapus dolosus är en stekelart som först beskrevs av Charles Joseph Gahan 1917.  Baryscapus dolosus ingår i släktet Baryscapus och familjen finglanssteklar. Inga underarter finns listade.